# Chiến dịch Bão Mùa đông
Chiến dịch Bão Mùa đông (Tiếng Đức: Unternehmen Wintergewitter) là một cuộc hành quân lớn tại phía Nam Mặt trận Xô-Đức trong Chiến tranh thế giới thứ hai do Cụm Tập đoàn quân Sông Đông (Đức) dưới quyền chỉ huy của Thống chế Erich von Manstein tiến hành từ ngày 12 đến ngày 29 tháng 12 năm 1942. Lịch sử quân sự Nga gọi nó là Chiến dịch phản công Kotenikovo. Mục tiêu của chiến dịch này nhằm phá vỡ vòng vây của quân đội Liên Xô tại Stalingrad và khu vực phụ cận để giải vây cho Tập đoàn quân 6 và một phần Tập đoàn quân xe tăng 4 (Đức), đồng thời ngăn chặn quân đội Liên Xô tiến hành Chiến dịch Sao Thổ; cứu nguy không chỉ cho đạo quân của thống chế Friedrich Paulus mà còn cả toàn bộ Cụm tập đoàn quân A (Đức) gồm Tập đoàn quân xe tăng 1, Tập đoàn quân 17 và một phần Tập đoàn quân 11 đang hoạt động tại Bắc Kavkaz và vùng thảo nguyên Kuban.
Cuối tháng 11 năm 1942, Quân đội Liên Xô đã hoàn thành Chiến dịch Sao Thiên Vương, hình thành các vòng vây bên trong và bên ngoài quanh khu vực Stalingrad. Lực lượng Đức bị bao vây trong "cái túi" Stalingrad và các lực lượng bên ngoài vòng vây đã được tổ chức lại thành Cụm tập đoàn quân Sông Đông, dưới sự chỉ huy của Thống chế Erich von Manstein. Thực hiện kế hoạch Sao Thổ, Quân đội Liên Xô tiếp tục tăng viện các lực lượng dự bị, vũ khí nặng và không quân trong một nỗ lực để tiến công đến Rostov nhằm cô lập Cụm tập đoàn quân A khỏi phần còn lại của quân đội Đức. Không quân Đức đã thiết lập "cầu hàng không quân sự" để cung cấp vũ khi, đạn dược, phương tiện chiến tranh cho đạo quân của Friedrich Paulus ở trong vòng vây tại Stalingrad. Nguy cơ đe dọa toàn bộ cánh Nam của quân đội Đức Quốc xã tại mặt trận Xô-Đức ngày càng rõ rệt khi cánh quân bị vây tại Stalingrad đang chìm ngập trong bão tuyết mùa đông và quân đội Liên Xô đã bắt đầu tiến hành một số trận đánh trinh sát chuẩn bị cho một chiến dịch chia cắt nhằm tiến tới tiêu diệt và bắt sống đạo quân này.
Mở màn ngày 12 tháng 12, Cuộc tấn công dự kiến sẽ phối hợp đòn đột kích từ bên ngoài của chủ lực Tập đoàn quân xe tăng 4 mới được cải tổ thành "Cụm quân Hoth" trong biên chế có Quân đoàn xe tăng 57 và 2 sư đoàn xe tăng 6 và 23 mới được đưa trở lại từ Tây Âu cùng "Cụm tác chiến Hollidt" gồm Quân đoàn xe tăng 48 mới phục hồi và quân đoàn xe tăng 22 với đòn nống ra từ bên trong vòng vây của Tập đoàn quân 6 (Đức) và Quân đoàn xe tăng 14 (thuộc Tập đoàn quân xe tăng 4). Mười sư đoàn còn lại của Tập đoàn quân 4 Romania, trong đó có 6 sư đoàn đã bị thiệt hại nặng nề trong các trận đánh hồi tháng 11 cũng được huy động tham gia chiến dịch. Tuy nhiên, ngay từ đầu chiến dịch "Cụm tác chiến Hollidt" đã bị các Phương diện quân Tây Nam và Voronezh của quân đội Liên Xô kiềm chế, không những không thể vượt qua sông Chir mà còn bị xe tăng Liên Xô đe dọa đột kích vào hậu cứ Minlerovo. Tập đoàn quân 6 (Đức) quá suy yếu đã không thể thực hiện được đòn đánh từ trong ra. Chỉ có cuộc tấn công đơn độc của "Cụm quân Hoth" tiến hành ở hướng Tây Nam mặt trận và cụm quân này đã không đủ sức vượt nốt 40 km còn lại tại khu vực Kotenikovo để tiếp cận với Tập đoàn quân 6 (Đức) đang bị bao vây.
Ngày 23 tháng 12, Bộ chỉ huy cụm tập đoàn quân Sông Đông (Đức) buộc phải chấm dứt tấn công và bắt đầu rút lui. Ngày 24 tháng 12, Phương diện quân Stalingrad được tăng viện Tập đoàn quân cận vệ 2 đã chuyển sang phản công, đẩy lùi "Cụm quân Hoth" về vị trí xuất phát. Cũng trong ngày này, các phương diện quân Tây Nam và Voronezh của Liên Xô khởi động "Chiến dịch Sao Thổ nhỏ" đánh vào hậu cứ của "Cụm tác chiến Hollidt" và cả "Cụm tập đoàn quân Sông Đông" đẩy Cụm tập đoàn quân này lùi xa thêm hơn 150 km về phía Tây. Ngày 31 tháng 12 năm 1942, Chiến dịch Bão Mùa đông của Cụm tập đoàn quân Sông Đông (Đức) hoàn toàn phá sản. Tập đoàn quân 4 Romania hoàn toàn bị tiêu diệt. Các quân đoàn xe tăng 48 và 57 bị thiệt hại nặng. Hy vọng được giải vây cuối cùng của Cụm quân Stalingrad do Friedrich Paulus chỉ huy hoàn toàn tan vỡ. Ngày 10 tháng 1 năm 1943, Phương diện quân Sông Đông (Liên Xô) bắt đầu tiến hành chiến dịch "Cái Vòng" đi đến tiếu diệt và bắt làm tù binh toàn bộ đạo quân của Thống chế Paulus

## Bối cảnh
Do kết quả của Chiến dịch Sao Thiên Vương, ngày 24 tháng 11 năm 1942, 17 sư đoàn thuộc Tập đoàn quân và 5 sư đoàn thuộc Tập đoàn quân xe tăng 4 (Đức) cùng một sư đoàn Romania đã lọt vào vòng vây của quân đội Liên Xô tại khu vực phía Tây Bắc Stalingrad trong một khu vực có diện tích rộng khoảng 1.500 km² và thường xuyên bị pháo binh Liên Xô bắn phá. Khi nhận được báo cáo khẩn cấp về tình hình nguy ngập của Tập đoàn quân 6 kèm theo bức điện của Friedrich Paulus, Hitler đã bác bỏ ngay ý định tháo chạy của Friedrich Paulus và ra lệnh:
| “         | Tập đoàn quân 6 phải bố trí phòng ngự vòng cung, chờ cuộc phản công từ bên ngoài đến giải vây | ” |
| — Hitler, |                                                                                               |   |

Cuộc phản công mà Hitler nói đến là chiến dịch "Bão mùa Đông" được thực hiện vào giữa tháng 12 năm 1942 bởi Cụm tập đoàn quân Sông Đông mới được thành lập do thống chế Erich von Manstein chỉ huy.

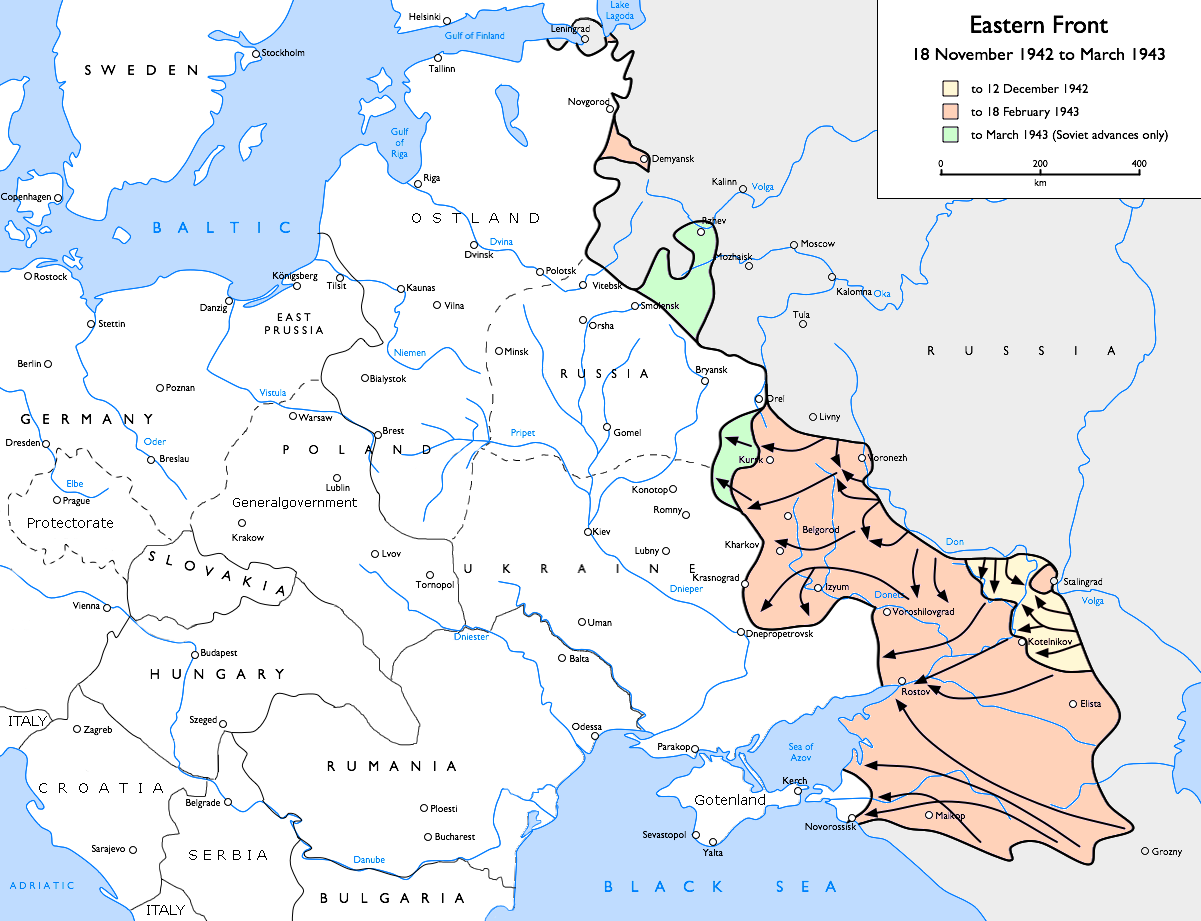
Mặt trận phía Đông từ 19 tháng 11 năm 1942 – 1 tháng 3 năm 1943.

Ngày 24 tháng 11 năm 1942, Hitler lấy tư cách Tổng tư lệnh lục quân Đức đã ra lệnh tách cánh Nam của Cụm tập đoàn quân B ra để thành lập Cụm tập đoàn quân Sông Đông gồm Cụm quân Stalingrad đang bị vây ở Tây Bắc Stalingrad, Cụm tác chiến Hollidt (một phần cánh Bắc của Cụm tập đoàn quân B) và Cụm quân Hoth (nguyên là Tập đoàn quân xe tăng 4, được tăng cường quân đoàn xe tăng 57 của Tập đoàn quân 11). Bộ tư lệnh Cụm tập đoàn quân này được thiết lập dựa trên một phần cơ quan chỉ huy - tham mưu của Tập đoàn quân 11 (Đức) vốn đang hoạt động tại bán đảo Krym và bán đảo Taman. Việc thành lập Cụm tập đoàn quân Sông Đông không chỉ nhằm giải vây cho Cụm quân Đức tại Stalingrad mà còn yểm hộ tích cực cho sườn trái của Cụm tập đoàn quân A đã tiến đến chân núi phía Bắc của dãy Kavkaz.
Cũng vào thời điểm này, Bộ Tổng tư lệnh quân đội Liên Xô đã xây dựng kế hoạch Chiến dịch Cái Vòng và kế hoạch Chiến dịch Sao Thổ. Chiến dịch Sao Thổ dự kiến sử dụng Phương diện quân Tây Nam và cánh trái của Phương diện quân Voronezh mở một đòn đột kích lớn từ khu vực Minlerovo tấn công thẳng hướng Nam đến Rostov-na-Donu, đánh vào phía sau lưng toàn bộ cánh quân Đức ở phía Nam mặt trận Xô-Đức. Mục tiêu của chiến dịch này không chỉ là cô lập sâu hơn nữa cánh quân của Friedrich Paulus mà còn cắt đường rút lui của Cụm tập đoàn quân A (Đức) về phía Tây, hình thành tại khu vực Bắc Kavkaz và vùng thảo nguyên Kuban một "cái chảo" còn lớn hơn cái chảo ở Stalingrad. Mặc dù đã được phê chuẩn ngày 2 tháng 12 năm 1942 nhưng đến ngày 13 tháng 12, khi phát hiện Cụm tập đoàn quân Sông Đông (Đức) mở cuộc tấn công, Bộ Tổng tư lệnh quân đội Liên Xô đã ra lệnh tạm hoãn "Chiến dịch Cái Vòng" và thu hẹp phạm vi chiến dịch Sao Thổ, không tấn công về hướng Nam đến Rostov-na-Donu mà tấn công sang hướng Đông Nam, vào hướng Morozovsk và Tormosin, vào hậu cứ của cánh quân đi mở vây của thống chế Erich von Manstein; đồng thời, tổ chức tăng viện cho Phương diện quân Stalingrad phòng ngự tích cực tại khu vực Kotenikovo.
Cùng với việc Cụm tập đoàn quân Sông Đông (Đức) chuẩn bị phản công, những thất bại trong việc nới rộng vòng vây bên ngoài của các phương diện quân Tây Nam và Stalingrad cùng với việc ước đoán sai quân số của quân Đức bị vây ở phía Tây Stalingrad dẫn đến các trận đánh ban đầu nhằm tiêu diệt cụm quân này không thành công cũng là những nguyên nhân khác khiến Bộ Tổng tư lệnh quân đội Liên Xô phải thay đổi kế hoạch.

## Tương quan lực lượng

### Binh lực và kế hoạch tấn công của quân đội Đức Quốc xã

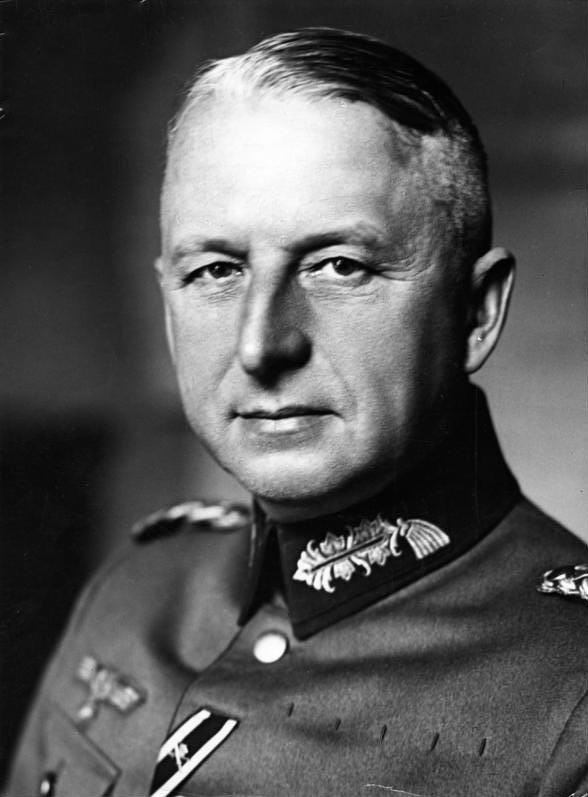
Thống chế Erich von Manstein, Tư lệnh của Cụm Tập đoàn quân Sông Đông vào thời điểm diễn ra chiến dịch Bão Mùa đông

#### Binh lực
Cụm tập đoàn quân Sông Đông do thống chế Erich von Manstein chỉ huy, trong biên chế có:
- Cụm quân Stalingrad do thống chế Paulus chỉ huy đang bị bao vây gồm những đơn vị còn lại của:
  - Các sư đoàn xe tăng 14, 16 và 24
  - Các sư đoàn cơ giới 3, 29 và 60
  - Các sư đoàn bộ binh Đức 44, 71, 76, 79, 94, 100, 113, 295, 297, 305, 371, 384, 389.
  - Sư đoàn bộ binh Romania 86.
  - Sở chỉ huy cánh quân đóng tại chính giữa trận địa, trong làng Gumrak.
- Cụm quân Hoth là cánh quân giải vây ở phía Nam sông Aksay, gồm có:
  - Quân đoàn xe tăng 57 gồm các sư đoàn xe tăng 6 và 23
  - Quân đoàn 8 thuộc Tập đoàn quân 4 Romania
  - Quân đoàn 6 thuộc Tập đoàn quân 4 Romania
- Cụm tác chiến Hollidt là cánh quân giải vây ở phía Bắc sông Aksay, gồm có:
  - Quân đoàn xe tăng 48
  - Sư đoàn xe tăng 17
  - Tập đoàn quân 8 Italia.
  - Các đơn vị còn lại của Tập đoàn quân 3 Romania.
- Tập đoàn quân không quân 4.
- Sở chỉ huy Cụm tập đoàn quân Sông Đông đóng tại Rostov-na-Donu, hai sở chỉ huy tiền phương đóng tại Kotennikovo và Nizhni Chirskaya.

#### Kế hoạch tấn công

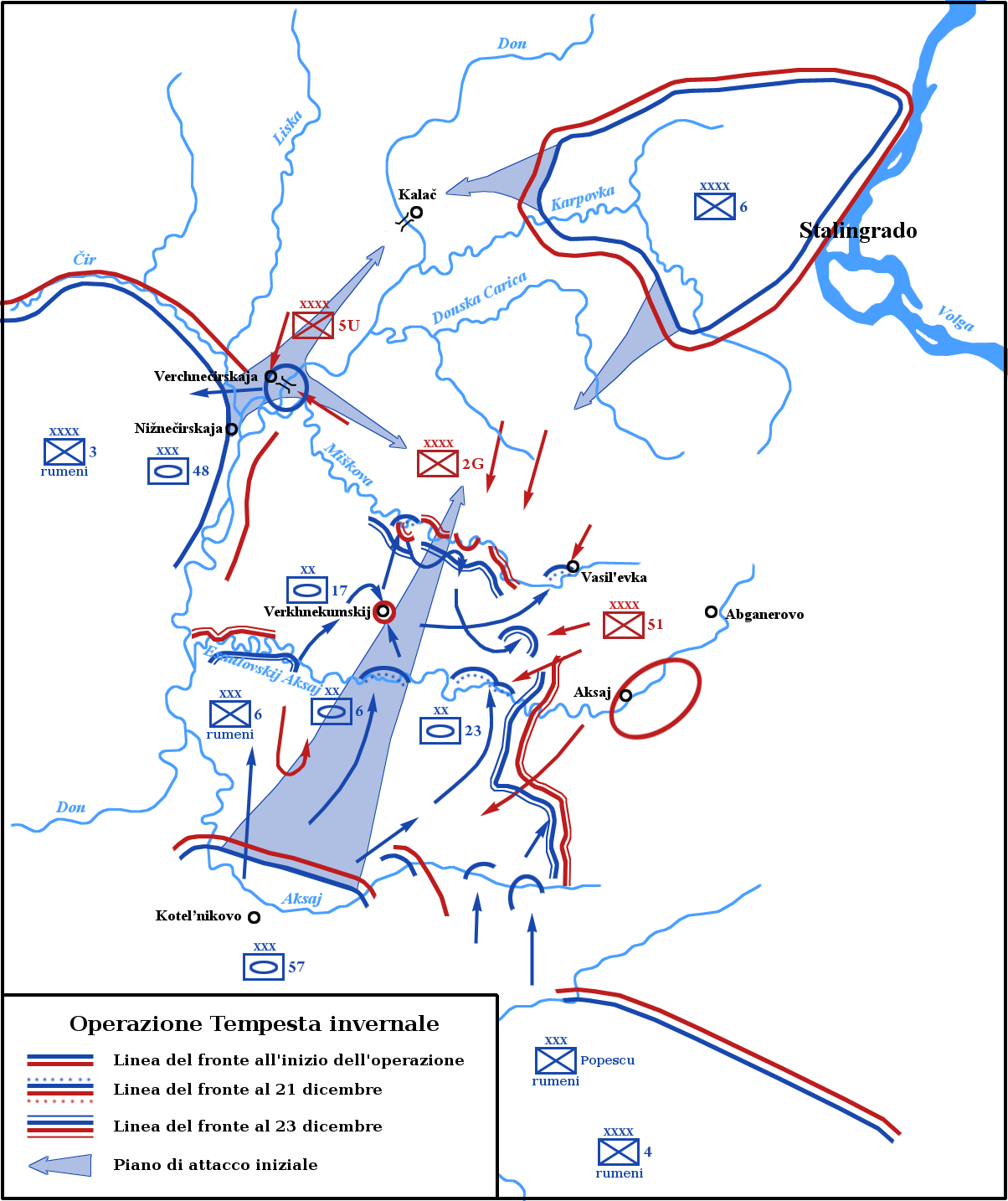
Bản đồ kế hoạch chiến dịch Bão mùa Đông của Cụm tập đoàn quân Sông Đông (Đức) nhằm giải vây cho cụm quân của thống chế Paulus tại Stalingrad, tháng 12 năm 1942

Các cuộc phản công của Cụm tập đoàn quân Sông Đông tại hướng Nam dự kiến gồm chủ lực Quân đoàn xe tăng 57 dưới quyền chỉ huy của tướng Friedrich Kirchner mới được đưa vào biên chế của tập đoàn quân xe tăng 4; trong biên chế có các sư đoàn xe tăng 6 và 23. Bên cánh phải của quân đoàn xe tăng 17 này là quân đoàn 8 bộ binh Romania của tướng Popesku, bên cánh phải là quân đoàn bộ binh 6 Romania. Dựa trên lực lượng này, tướng Hermann Hoth tổ chức hai cánh quân xung kích với nòng cốt là hai sư đoàn xe tăng 6 và 23 tại Kotenikovo và Tormosin. Cánh quân này có nhiệm vụ tấn công từ Kotenikovo và Tormosin đến Eksaulovsky Aksay và Verkhnekumskiy, đánh bại Tập đoàn quân 51 của Liên Xô ở khoảng giữa hai con sông Eksaulovsky Aksay và Myskova; sau đó vượt sông Myskova để hội quân với cánh Nam của Tập đoàn quân 6 từ Stalingrad đánh ra và cánh Nam của Cụm tác chiến Hollidt từ Verkhnechirskaya đánh xuống.
Tại cánh Bắc, bản kế hoạch "Bão mùa Đông" dự kiến chỉ tổ chức một cánh quân xung kích với nòng cốt là các sư đoàn xe tăng 11 và 22 thuộc quân đoàn xe tăng 48, được hai sư đoàn còn lại của tập đoàn quân 3 Romania yểm hộ hai bên sườn. Bộ tư lệnh Cụm tập đoàn quân Sông Đông dự định vượt sông Chir và chiếm cây cầu bắc qua sông Tsaritsa tại Verkhnechirskaya, sau đó chia làm hai hướng, cánh trái phát triển đến Kalach đón gặp cánh Bắc của tập đoàn quân 6 đánh ra dọc theo sông Karpovka, cánh phải tiến xuống phía Nam hội quân với Cụm quân Hoth.
Do thiếu hụt quân số, Cụm tập đoàn quân Sông Đông đã phải huy động đến binh sĩ thuộc các đơn vị phục vụ mặt đất của không quân, nhân viên trong các cơ quan tham mưu, các cơ quan hậu cần, trợ chiến. Đội ngũ này yếu về kinh nghiệm và kỹ năng chiến đấu, không được trang bị đủ xe tăng, pháo binh và các phương tiện chống tăng. Bộ Tổng tư lệnh quân đội Đức hứa sẽ tăng viện nhưng hệ thống vận tải yếu lém đã làm cho việc này không thực hiện được. Một vài chỉ huy đơn vị tuyến sau đã từ chối đưa những lực lượng tinh nhuệ của mình đi tăng viện. Một số đơn vị của Cụm tập đoàn quân Sông Đông vẫn đang ở trong tình trạng không thể tiến hành các hoạt động tấn công do những tổn thất quá lớn trong những tháng chiến đấu vừa qua; trong khi những lực lượng tăng viện mới mà Bộ Tổng tư lệnh quân đội Đức hứa sẽ tăng viện đã không đến đúng thời gian quy định, trong đó, có ba sư đoàn không hề có mặt.
Trên tuyến đầu, thống chế Manstein chỉ có sư đoàn xe tăng 6 mới được đưa từ Pháp sang còn sung sức và sư đoàn xe tăng 11 là hầu như còn nguyên vẹn khi mới được điều động từ lực lượng dự bị. Ngay trong các trận đánh phòng ngự trên hữu ngạn sông Chir, sư đoàn xe tăng 11 đã bị thiệt hại trong các trận đánh với hai lữ đoàn cơ giới thuộc Tập đoàn quân xe tăng 5 (Liên Xô) và gần bị buộc chặt vào trận tuyến phòng thủ của Cụm tác chiến Hollidt.. Nhưng vì không còn lực lượng đột kích nào khác nên Erich von Manstein vẫn quyết định sử dụng quân đoàn xe tăng 48 và chủ lực Tập đoàn quân xe tăng 4 vào hai mũi đột kích chủ yếu.. Bất chấp những nỗ lực xây dựng cánh quân xung kích phía Bắc của quân Đức, tuyến phòng thủ của họ tại hạ lưu sông Chir ngày càng trở nên mỏng manh. Những nỗ lực ngăn chặn các cuộc đột kích của Tập đoàn quân xe tăng 5 (Liên Xô) mặc dù đã đánh thiệt hại nặng hai lữ đoàn của tập đoàn quân này để giữ được căn cứ không quân Tasinskaya (căn cứ chủ yếu đảm nhận việc tiếp tế cho cho tập đoàn quân 6) nhưng cũng làm cho quân đoàn xe tăng 48 bị lôi cuốn vào các trận đánh phòng thủ trên bờ sông Chir trong khi chiến dịch đang diễn ra. Ngày 8 tháng 12, tướng Karl-Adolf Hollidt, tư lệnh Cụm tác chiến Hollidt báo cáo với Erich von Manstein:
"Tại thời điểm này, Quân đoàn xe tăng 48 không đủ binh lực để đồng thời vừa chống đột phá và vừa phản công theo kế hoạch dự định vào ngày 12 tháng 12".
Quân đoàn xe tăng 57 được Cụm tập quân A mà trực tiếp là Tập đoàn quân 11 (Đức) chuyển giao cho Cụm tập đoàn quân Sông Đông một cách miễn cưỡng cùng với Sư đoàn xe tăng 17 cho nên các đơn vị này mãi 10 ngày sau mới tập trung tại địa điểm quy định ở phía Nam sông Eksaulovsky Aksay. Những rắc rối của việc điều động và tập trung lực lượng cộng với việc phát hiện thấy quân đội Liên Xô đã tập trung nhiều đơn vị cơ giới trên tả ngạn sông Chir đã khiến thống chế Erich von Manstein đã quyết định khởi động Chiến dịch Bão Mùa đông với Tập đoàn quân xe tăng 4 tấn công ở mũi chủ yếu. Manstein cũng hy vọng Tập đoàn quân 6 sẽ khởi động một cuộc đột kích của riêng mình từ phía đối diện ngay khi nhận được hiệu mã hiệu "Sấm nổ" (Donnerschlag). Manstein và Cụm tập đoàn quân Sông Đông là canh bạc mà Hitler chấp nhận như một giải pháp duy nhất đúng để tránh sự sụp đổ của Tập đoàn quân 6 và cho phép nó có thể thoát ra khỏi "cái túi" ở Stalingrad. Ngày 10 tháng 12, Manstein truyền đạt qua điện đài đến Paulus rằng các hoạt động tấn công mở vây sẽ bắt đầu trong 24 giờ tới.

### Binh lực và kế hoạch phòng ngự-phản công của quân đội Liên Xô

#### Binh lực
Sau khi đột phá hợp điểm thành công trong Chiến dịch Sao Thiên Vương, Quân đội Liên Xô phòng ngự trên tuyến bao vây vòng ngoài tại khu vực Stalingrad gồm các đơn vị tuyến trước của Phương diện quân Tây Nam và Phương diện quân Stalingrad. Trước khi được tăng viện để chống lại Chiến dịch Bão Mùa đông, trên phòng tuyến từ Tây Bắc xuống Đông Nam, có 12 sư đoàn được triển khai phòng ngự, thuộc các đơn vị:
- Cánh trái của Phương diện quân Tây Nam:
  - Tập đoàn quân xung kích 5 của trung tướng Markian Popov gồm các sư đoàn bộ binh 87, 258, 300, 315.
- Cánh phải của Phương diện quân Stalingrad:
  - Tập đoàn quân 51 (3 sư đoàn bộ binh).
- Trong quá trình chiến dịch, Phương diện quân Stalingrad được tăng viện Tập đoàn quân cận vệ 2 của trung tướng R. Ya. Malinovsky (5 sư đoàn bộ binh).

#### Kế hoạch phòng ngự-phản công
Sau khi hoàn thành chiến dịch Sao Thiên Vương, Bộ Tổng tư lệnh tối cao quân đội Liên Xô dự kiến tiến hành song song hai chiến dịch tại khu vực Stalingrad. Trên phòng tuyến bên ngoài, tiến hành Chiến dịch Sao Thổ được phê duyệt ngày 2 tháng 12 với ý đồ giáng một đòn tấn công chia cắt mạnh từ tuyến Svoboda - Balago Vetsenskaya qua Minlerovo - Kamensk Sakhtinsky đến Rostov-na-Donu nhằm cô lập và tiêu diệt Cụm tập đoàn quân A của quân đội Đức Quốc xã đang hoạt động tại Bắc Kavkaz và thảo nguyên Kuban. Đến ngày 12 tháng 12, đã có 5 sư đoàn bộ binh; các quân đoàn xe tăng 18, 24, 25; các quân đoàn cơ giới cận vệ 1, 6; 16 trung đoàn pháo binh và một trung đoàn xe tăng độc lập được bổ sung cho Phương diện quân Tây Nam. Phương diện quân Voronezh nhận được bổ sung 3 sư đoàn và một lữ đoàn bộ binh, quân đoàn xe tăng 17, 7 trung đoàn pháo và súng cối. Trên tuyến bao vây bên trong, dự kiến sử dụng Phương diện quân Sông Đông được tăng viện Tập đoàn quân cận vệ 2 thực hiện Chiến dịch Cái Vòng dồn ép và tiêu diệt tập đoàn quân 6 và các đơn vị Đức, Romania khác đang bị bao vây. Cuối tháng 11 năm 1942, Phương diện quân Stalingrad đã bố trí lại lực lượng, điều động từ vòng vây phía trong ra vòng vây phía ngoài 3 sư đoàn bộ binh thuộc các tập đoàn quân 21 và 65 và các sư đoàn còn lại của tập đoàn quân 51 ra tuyến sông Eksaulovsky Aksay. Đến ngày 12 tháng 12, tại phòng tuyến bên ngoài, Phương diện quân Stalingrad chỉ có hai tập đoàn quân: Tập đoàn quân 51 gồm 34.000 người và 77 xe tăng được bố trí tại rìa phía Nam của vòng vây ngoài; ở phía Nam của nó là Tập đoàn quân số 28 vối 44.000 quân, 40 xe tăng, 707 pháo và súng cối.
Tuy nhiên, việc Cụm tập đoàn quân Sông Đông khởi sự sớm Chiến dịch Bão Mùa đông mà không đợi tập trung đủ quân đã làm cho Bộ Tổng tư lệnh tối cao Liên Xô phải thay đổi kế hoạch đã định. Tối 12 tháng 12, sau khi nhận được báo cáo từ các tư lệnh chiến trường về cuộc phản công của các sư đoàn xe tăng 6 và 23 (Đức) vào các sư đoàn bộ binh 126 và 302 của tập đoàn quân 51, Đại bản doanh Liên Xô đã quyết định tạm hoãn Chiến dịch Cái Vòng, yêu cầu tướng K. K. Rokossovsky, tư lệnh Phương diện quân Sông Đông chuyển giao Tập đoàn quân cận vệ 2 cho Phương diện quân Stalingrad để tăng thêm chiều sâu phòng thủ trên hướng đối diện với khu vực Kotennikovo - Tormosin. Tập đoàn quân này đến được bao nhiêu phải di chuyển ngay lập tức về bờ bắc sông Myskova bấy nhiêu. Kế hoạch Chiến dịch Sao Thổ cũng phải được nghiên cứu lại và điều chỉnh trong tình thế quân Đức đã chuyển sang phản công.

## Diễn biến chiến dịch

### Cuộc tấn công của quân đội Đức Quốc xã

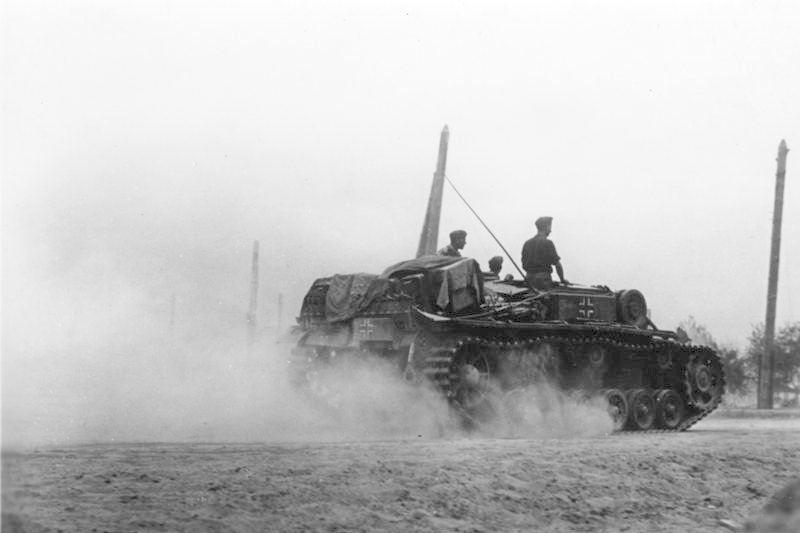
Xe tăng Đức tấn công trong chiến dịch Bão Mùa đông

Ngày 10 tháng 12, tướng Hermann Hoth đã tập trung xong cánh quân xung kích gồm 76.000 quân, gần 500 xe tăng, 340 pháo và súng cối tại khu vực Kotenikovo - Tormosin. Đối diện với cánh quân xung kích này là tập đoàn quân 51 (Liên Xô) của tướng N. I. Trufanov chỉ có trong tay 34.000 quân, 77 xe tăng và 147 khẩu pháo.
Ngày 11 tháng 12, Cụm quân Hoth bắt đầu tổ chức các trận đánh trinh sát dọc theo tuyến đường sắt Sansk - Stalingrad nhằm xác định lực lượng phòng thủ của quân đội Liên Xô. Từ phía trong vòng vây, sư đoàn xe tăng 14, sư đoàn cơ giới 29 và sư đoàn bộ binh 297 của Cụm quân Stalingrad do Thống chế Paulus chỉ huy cũng thử thăm dò hướng ra sông Tsaritsa
. Ngày 12 tháng 12, chiến dịch chính thức mở màn ở khu vực Kotenikovo - Tormosin sau một đợt pháo kích ngắn của quân Đức. Theo Erich von Manstein, đây là một cuộc chạy đua giữa sự sống và cái chết.
Ở cánh trái, sư đoàn xe tăng 6 (Đức) gồm các trung đoàn xe tăng hạng nặng vừa được điều động từ Pháp sang đã tấn công trực diện vào các sư đoàn bộ binh 302 và 126 (Liên Xô) đang bảo vệ con đường sắt Kotenikovo - Stalingrad trên bờ Bắc sông Aksay. Hai sư đoàn của quân đoàn bộ binh 6 Romania yểm hộ hai bên sườn cánh quân xe tăng này. Sau khi vượt sông, sư đoàn xe tăng 6 tiếp tục công kích hai sư đoàn kỵ binh và một lữ đoàn xe tăng Liên Xô đóng giữ. Trên cánh phải, sư đoàn xe tăng 23 cũng vượt sông Aksay, tấn công vào điểm tiếp giáp giữa cánh phải của Tập đoàn quân 51 và cánh trái của Tập đoàn quân 28 (Liên Xô). Với ưu thế về binh lực và xe tăng, quân đoàn xe tăng 57, và quân đoàn bộ binh 6 (Romania) đã dồn tập đoàn 51 (Liên Xô) về hướng Đông Bắc. Ngay trong ngày, đại tướng Vasilevsky ra lệnh cho N. S. Khrushchyov, Ủy viên hội đồng quân sự Phương diện quân Stalingrad phải cùng với ông đến ngay nhà ga Zhutovo trên bờ Bắc sông Aksay Eksaulovsky để trực tiếp chỉ đạo chiến trường.

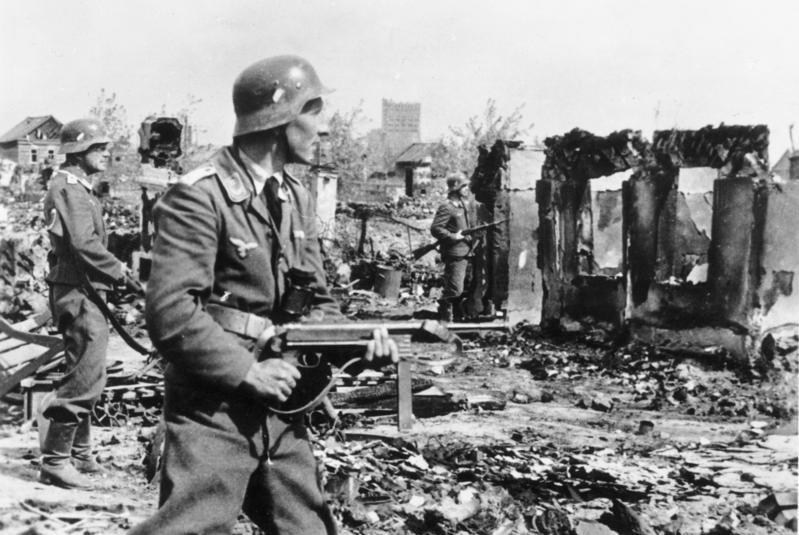
Tại mặt trận Stalingrad, tháng 10 - 1942, binh lính không quân Đức được sử dụng như bộ binh

Ngày 14 tháng 12, trong khi hai cánh quân xe tăng của Cụm quân Hoth đã đẩy Tập đoàn quân 51 (Liên Xô) sâu thêm 10 km về phía sông Myskova và bắt đầu các trận đánh giằng co thị trấn Vekhner - Kumsky với 2 sư đoàn kỵ binh và 1 lữ đoàn xe tăng thuộc Quân đoàn cơ giới 4 (Liên Xô) do tướng V. T. Volsky chỉ huy thì Phương diện quân Stalingrad đã vạch được kế hoạch tăng viện cho Tập đoàn quân 51. Vì để chuẩn bị lực lượng thực hiện Chiến dịch Sao Thổ nên Bộ Tổng tư lệnh tối cao Liên Xô không cho phép tướng A. M. Vasilevsky lấy đi bất cứ một tập đoàn quân nào của các phương diện quân Tây Nam và Voronezh. Hơn nữa, Cụm tác chiến Hollidt (Đức) cũng bắt đầu triển khai các trận công kích vào Tập đoàn quân xung kích 5 tại Nizhniy - Chir nhằm chiếm các đầu cầu vượt sông Chir. Ngoài ra, Tập đoàn quân 28 đã suy yếu sau các trận đánh hồi tháng 11 đang phải đối phó với Quân đoàn Romania 7 do tướng Popesku chỉ huy, không thể rút ra để yểm hộ cho Tập đoàn quân 51. Giải pháp duy nhất đúng đối với Phương diện quân Stalingrad là rút Tập đoàn quân cận vệ 2 đang có dự kiến chuẩn bị cho Chiến dịch Cái Vòng, điều nó đến tuyến sông Myskova để ngăn chặn cuộc tấn công của Cụm quân Hoth.
Trận phòng ngự của hai sư đoàn bộ binh, hai sư đoàn kỵ binh và một lữ đoàn xe tăng Liên Xô chống lại hai sư đoàn xe tăng Đức và ba sư đoàn Romania tại thị trấn Vekhner - Kumsky kéo dài từ ngày 14 đến ngày 18 tháng 12 đã đem lại 5 ngày quý báu cho Bộ tư lệnh Phương diện quân Stalingrad để điều chuyển Tập đoàn quân cận vệ 2 đến chiến trường. Chỉ đến ngày 19 tháng 12, khi Sư đoàn xe tăng 17 (Đức) hoàn thành việc vượt sông Aksay và tham gia tấn công, quân Đức mới đánh bật được tập đoàn quân 51 (Liên Xô) khỏi thị trấn Vekhner - Kumsky và tiếp tục tiến lên phía Bắc. Ngày 20 tháng 12, Cụm quân Hoth đã tiến đến bờ Nam sông Myskova với những thiệt hại rất lớn: 230 xe tăng và 60% pháo tự hành đã bị phá hủy trong các trận đánh.
Ngày 21 tháng 12, các đơn vị đi đầu của Cụm quân Hoth chỉ còn cách trận địa bao vây bên trong của quân đội Liên Xô tại Stalingrad từ 35 đến 40 cây số. Qua vùng thảo nguyên phủ tuyết vào ban đêm binh sĩ của Tập đoàn quân VI có thể nhìn thấy ánh sáng của hỏa châu do quân bạn đến giải cứu bắn lên. Nhưng viện quân Đức không thấy cánh quân phía Nam của Tập đoàn quân 6 đánh ra. Ngày hôm đó, tướng Herman Hoth nhận được điện của Ban tham mưu Tập đoàn quân 6 nói rõ về việc tập đoàn quân không thể tham gia chiến dịch với hai lý do: Một là lệnh từ Führer của nước Đức yêu cầu phải cố thủ trong pháo đài Stalingrad chờ quân cứu viện, cấm rút lui; hai là nhiên liệu cho các xe cơ giới chỉ còn đủ để đi được không quá 30 km. Ngày 21 tháng 12, tướng Kurt Zeitzler cố nài nỉ và Hitler cũng đồng ý cho binh sĩ của Paulus đánh ra những vẫn đặt điều kiện là vẫn giữ được Stalingrad. Lệnh điên rồ này khiến cho Zeitzler gần nổi khùng. Ông kể lại:
| “               | Buổi tối kế tiếp, tôi van nài Hitler cho phép việc đánh ra. Tôi vạch rõ rằng đây thật sự là cơ hội cuối cùng để giải cứu hai trăm nghìn binh sĩ của Paulus. Hitler không chịu. Trong nỗi vô vọng, tôi mô tả cho ông ấy biết tình cảnh bên trong: binh sĩ đói khát đang tuyệt vọng, họ mất tin tưởng nơi Bộ Chỉ huy Tối cao, thương binh mong ước được chiếu cố đúng mức trong khi hàng nghìn người bị tê cóng mà chết. Ông ấy vẫn không tiếp thu những luận cứ này cũng như những lý do khác mà tôi đưa ra. | ” |
| — Kurt Zeitzler | |   |

Ngày 22 tháng 12, Tập đoàn quân cận vệ 2 (Liên Xô) đã được triển khai xong trên hai bờ sông Myskova, chặn đứng cuộc tấn công của Cụm quân Hoth. Ngày 23 tháng 12, quân đội Liên Xô bắt đầu phản công vào hai bên sườn Quân đoàn xe tăng 57 (Đức), buộc cánh quân này phải rút lui trước nguy cơ bị bao vây của chính bản thân họ.

### Cuộc phòng ngự - phản công của quân đội Liên Xô
Không đợi đến khi chiến cục trên cánh Nam của mặt trận Stalingrad kết thúc, ngay từ ngày 16 tháng 12, quân đội Liên Xô đã thực hành phản công cùng lúc vào cả hai cánh quân đi mở vây của Cụm tập đoàn quân Sông Đông (Đức). Sở dĩ quân đội Liên Xô có thể làm được như vậy là do ngày từ ngày 2 tháng 12, họ đã có kế hoạch Chiến dịch Sao Thổ với mục tiêu đánh sập toàn bộ cánh Nam của quân Đức trên mặt trận Xô-Đức gồm ba Cụm tập đoàn quân A, B và Sông Đông. Đến 22 giờ 30 phút ngày 14 tháng 12, Bộ Tổng tư lệnh tối cao quân đội Liên Xô ra lệnh tạm hoãn Chiến dịch Cái Vòng, chuyển hướng Chiến dịch Sao Thổ từ mục tiêu đánh vào hậu cứ và cô lập toàn bộ ba cụm tập đoàn quân Đức sang mục tiêu đánh vào hậu cứ trực tiếp của hai cánh quân đi mở vây là Cụm tác chiến Hollidt và Cụm quân Hoth.
8 giờ sáng ngày 16 tháng 12, pháo binh và không quân Liên Xô bắn phá các trận địa phòng ngự của tập đoàn quân 8 (Italia) trong suốt hơn một giờ. 9 giờ 30, ở hướng Boguchar, Tập đoàn quân cận vệ 1 và tập đoàn quân 6 của Phương diện quân Voronezh được chuyển cho Phương diện quân Tây Nam đã vượt qua mặt băng trên sông Đông và tấn công Tập đoàn quân 8 (Italia). Đến 11 giờ 30 ngày 17 tháng 12, Tập đoàn quân cận vệ 1 xuất phát từ Nizhni Mamon (???) và Verkhni Mamon đã đánh bại sư đoàn bộ binh 298 (Đức) và 3 sư đoàn Italia. Các quân đoàn cơ giới 24, 25 lập tức được đưa vào cửa đột phá ngày buổi chiều ngày 17 tháng 12 và tiếp tục tấn công theo hướng Morozovsk - Novo Kalitva - Dorezov (???). Các Quân đoàn xe tăng 17 và 18 mới được điều đến mặt trận cũng đột kích về hướng Tormosin, sau lưng Cụm tác chiến Hollidt của Đức. Sau khi chiếm Morozovsk các quân đoàn xe tăng 17 và 18 (Liên Xô) tiếp tục tấn công theo hướng Milerovo. Ngày 19 tháng 12, các quân đoàn xe tăng và cơ giới của Phương diện quân Tây Nam đã vượt qua Tverdovkhebovsk (???) và đánh chiếm Vervekovka (???). Hoạt động tấn công của quân đội Liên Xô tại cánh Bắc của mặt trận Stalingrad đã buộc Cụm tập đoàn quân Sông Đông phải điều động quân đoàn xe tăng 48 dự định tấn công từ khu vực Tormosin phải quay ra đối phó với các đơn vị xe tăng, cơ giới của Phương diện quân Tây Nam đang tiến vào phía sau lưng và bên sườn Cụm tác chiến Hollidt. Quân đoàn xe tăng 48 (Đức) đã không thể tấn công theo kế hoạch. Cánh quân mở vây hướng từ Tây sang Đông của Cụm tập đoàn quân Sông Đông tại khu vực Nizhni Chir bị bẻ gãy.
Tại hướng Nam, ở thời điểm quân Đức đột kích từ Kotenikovo đến sông Aksay, vì không có lực lượng dự bị tại chỗ, các sư đoàn bộ binh 302, 126 đã bị thiệt hại nặng trong các trận giao chiến với xe tăng Đức, vừa đánh, vừa lùi về Aksay Eksaulovsky. Tập đoàn quân cận vệ 2 được điều đến mặt trận Stalingrad di chuyển chậm, đến ngày 12 tháng 12 mới có 60 đoàn xe lửa chở quân trong số 165 đoàn xe trong kế hoạch đổ quân xuống Tây Bắc Stalingrad. Thêm vào đó, việc Cụm tác chiến Hollidt (Đức) tập trung quân đoàn xe tăng 48 và quân đoàn 3 (Romania) tại khu vực Rychkovskiy - Nizhni Chir cũng gây nên những lúng túng nhất định cho các chỉ huy Liên Xô tại mặt trận Stalingrad vì đây là lực lượng dự bị đáng kể nhất còn rảnh rỗi của họ. Mãi đến ngày 15 tháng 12, khi "Chiến dịch Sao Thổ nhỏ" đã chuẩn bị xong và chỉ chờ giờ khởi sự, Bộ Tổng tư lệnh quân đội Liên Xô mới quyết định sử dụng Tập đoàn quân cận vệ 2 để đối phó với Cụm quân Hoth, điều động Tập đoàn quân cận vệ 1, các quân đoàn cơ giới 24 và 25 từ Phương diện quân Voronezh đến tăng cường cho cánh phải của Phương diện quân Tây Nam để tổ chức phản công vào hậu tuyến của Cụm tác chiến Hollidt.
Đến ngày 23 tháng 12, khi cuộc tấn công của quân đoàn xe tăng 57 (Đức) bị chặn đứng, Phương diện quân Stalingrad đã chuyển sang phản công. Do Cụm quân Hoth đã bị tiêu hao nặng trong các trận đánh giữa hai con sông Aksay và Myskova, cán cân lực lượng trên mặt trận đã thay đổi có lợi cho quân đội Liên Xô. Tập đoàn quân cận vệ 2 và Tập đoàn quân 51 nhận được lệnh chuyển trạng thái sang tấn công ngay mà không cần dừng lại để chuẩn bị. Được tăng cường các binh đoàn đột kích mạnh gồm Quân đoàn xe tăng 7 và Quân đoàn cơ giới 6 (phối thuộc cho Tập đoàn quân cận vệ 2), Quân đoàn xe tăng 13 và quân đoàn cơ giới cận vệ 3 (phối thuộc cho Tập đoàn quân 51; hai tập đoàn quân này đã vượt qua các cứ điểm Sadovoye và Umantsevo, dồn các lực lượng còn lại của các sư đoàn xe tăng 6, 17 và 23 cùng các đơn vị Romania về Kotenikovo. Từ ngày 27 tháng 12, bắt đầu các trận đánh giành giật thành phố. Ngày 29 tháng 12, quân đội Liên Xô đã làm chủ Kotenikovo, buộc Cụm quân Hoth phải rút qua thảo nguyên Kalmyk, men theo sông Đông về hướng Rostov.
Sau trận phản công này, Tập đoàn quân 4 Romania hầu như bị tiêu diệt, Quân đoàn xe tăng 57 và sư đoàn xe tăng 17 (Đức) bị tổn thất nặng.

## Kết quả, đánh giá và ảnh hưởng

### Kết quả
Cụm tập đoàn quân Sông Đông (Đức) đã không hoàn thành được nhiệm vụ giải vây cho Tập đoàn quân 6 và một phần Tập đoàn quân xe tăng 4 (Đức) đang bị bao vây trong khu vực Stalingrad. Không những thế, hai quân đoàn xe tăng 48 và 57 cũng chịu nhiều thiệt hại nặng nề, đặc biệt là Cụm quân Hoth. Việc đập tan kế hoạch giải vây của quân Đức đã giúp cho Hồng quân Liên Xô có thể tập trung toàn lực để hoàn thành mục đích chính của họ: tiêu diệt khối quân Đức đang bị bao vây trong "cái túi" ở Stalingrad và mở các chiến dịch tấn công mới sang phía Tây trong mùa Đông. Hồng quân Xô Viết đã có thể huy động 15 vạn quân và 630 xe tăng để tấn công vào Tập đoàn quân thiết giáp số 4 của Đức lúc này đang rút lui. Lực lượng đang rút lui của Đức đã bị các Tập đoàn quân 51, Quân đoàn bộ binh cận vệ 1 và Quân đoàn xe tăng 7 tấn công tại khu vực giữa sông Myshkova và sông Aksay - trong khi đó Quân đoàn cơ giới 4 của tướng V. T. Volsky (đến ngày 18 tháng 12 năm 1942 đổi tên thành Quân đoàn cơ giới cận vệ 3) được rút về hậu tuyến để tái tổ chức lực lượng nên không thể tham gia trận đánh này. Trong vòng 3 ngày Hồng quân đã chọc thủng các lực lượng Romania bảo vệ cạnh sườn của Quân đoàn thiết giáp số 57 và đe dọa mặt Nam của Tập đoàn quân số 4, buộc quân Đức phải tiếp tục rút lui về phía Tây Nam. Trong lúc đó, Quân đoàn thiết giáp số 48 - với lực lượng chủ lực là Sư đoàn thiết giáp số 11 - vẫn tiếp tục giữ vững vị trí của họ tại sông Chir. Bất chấp thành công này, người Đức buộc phải vội vàng điều Quân đoàn thiết giáp số 48 đến bảo vệ Rostov trước tình hình Hồng quân đã đột phá được trận tuyến sau khi đánh tan Tập đoàn quân số 8 của Italia. Khi Hồng quân truy kích Tập đoàn quân thiết giáp số 4 đến sông Aksai và việc họ đập tan các phòng tuyến của quân Đức trên bờ sông Chir, họ cũng bắt đầu chuẩn bị cho Chiến dịch Cái Vòng nhằm thanh toán hoàn toàn khối quân Đức nằm trong vòng vây ở Stalingrad.

### Ảnh hưởng
Về phía Đức, lúc này Cụm quân bị vây của Thống chế Paulus bắt đầu lâm vào tình trạng cạn kiệt lương thực, thậm chí những con ngựa đã bắt đầu bị làm thịt. Đến cuối năm 1942, khoảng cách giữa Tập đoàn quân số 6 và lực lượng Đức bên ngoài vòng vây là hơn 65 km, thêm vào đó các lực lượng Đức đóng trong khu vực đã trở nên quá suy yếu. Tuy nhiên Hitler vẫn cố chấp yêu cầu phải chiếm bằng được Stalingrad bất chấp việc hy sinh toàn bộ Tập đoàn quân số 6. Việc các đợt tấn công của quân Đức bị dừng lại giúp cho Hồng quân có thể tập trung lực lượng để cắt đường rút lui của quân Đức đang đóng ở Kavkaz vào giữa tháng 1. Nhưng Hồng quân cũng đã phải tập trung quá nhiều binh lực để đối phó với Tập đoàn quân số 6, việc này đã ảnh hưởng đến các chiến dịch tấn công của Hồng quân trên các khu vực khác.

### Đánh giá
Sau chiến dịch, Adolf Hitler có ý buộc mọi trách nhiệm cho Thống chế Erich von Manstein là đã không tận dụng và huy động hết mọi lực lượng có trong tay để giải vây cho Tập đoàn quân 6 (Đức). Tuy nhiên, các tướng lĩnh Đức đã chứng minh cho ông ta thấy Thống chế Paulus theo lệnh trên đã giữ nguyên vị trí đóng quân tại Stalingrad và vì thế, ông ta không thể tham gia vào cuộc hành quân để tự giải cứu mình.
Mặt khác, cuộc tấn công Bão Mùa đông của Cụm tập đoàn quân Sông Đông đã diễn ra trong sự thúc ép dữ dội của Hitler đòi Cụm tập đoàn quân này phải nối liên lạc ngay với Tập đoàn quân 6 trong khi vẫn phải giữ Stalingrad. Trong khi đó thì binh lực của Cụm tập đoàn quân Sông Đông rõ ràng là không đủ để chọc thủ cả hai vòng vây phía trong và phía ngoài của quân đội Liên Xô. Trong số 7 sư đoàn mà người ta hứa tăng viện cho Cụm tập đoàn quân Sông Đông, có ba sư đoàn không bao giờ tới chiến trường. Do đó, Cụm tập đoàn quân Sông Đông đã phải tấn công sớm mà không tập trung đủ lực lượng.
Cuối cùng, thất bại của cuộc hành quân Bão Mùa đông còn do việc quân đội Liên Xô vẫn đủ lực lượng để nắm quyền chủ động chiến lược trên chiến trường. Phát động tấn công vào thời điểm quân đội Liên Xô khởi động "Chiến dịch Sao Thỏ nhỏ", quân đội Đức đã phạm sai lầm đánh giá thấp đối phương. Chỉ đến khi tướng Karl-Adolf Hollidt buộc phải đưa Quân đoàn xe tăng 48 (vốn dành cho cuộc tấn công ở cánh Bắc) quay ra đối phó với đòn đột kích của Quân đoàn xe tăng 24 (Liên Xô) vào khu vực Tatsinskaya và lời từ chối tham gia tự giải vây của Paulus, Tướng Hermann Hoth mới nhận ra cuộc tấn công của mình đã trở nên đơn độc. Thống chế Erich von Manstein cho rằng, thất bại của tập đoàn quân 8 Italia và sự thụ động của Cụm Tập đoàn quân B do thống chế Maximilian Freiherr von Weichs chỉ huy đã làm cho Cụm Tập đoàn quân Sông Đông bị hở sườn trái và phải điều Cụm tác chiến Hollidt ra đối phó; do đó, chỉ có thể huy động Cụm quân Hoth tham gia chiến dịch:
| “                     | Giờ đây, quyền chủ động trên mặt trận phía Đông sông Đông đã chuyển sang tay đối phương. Ngày 25 tháng 12, với binh lực ngày càng tăng, đối phương đã công kích vào Quân đoàn xe tăng 57 trên sông Myskova và ép nó về sông Aksay. Những ngày sau đó cho thấy rõ là đối phương quyết định đánh bọc sườn quân đoàn này từ cả hai phía Đông và Tây... Vì đã điều động đến chiến trường lực lượng dự bị lớn hơn ta nhiều lần, đối phương đã buộc Tập đoàn quân xe tăng 4 trong những ngày sau đó phải rút xa hơn nữa, đến tận Kotenikovo là nơi tập đoàn quân ấy đã mở đầu cuộc tiến công của nó ngày 12 tháng 12. Những cố gắng đã bắt đầu ngày 12 tháng 12 để cứu nguy cho Tập đoàn quân 6 đã thất bại. Trong tình hình cụ thể lúc bấy giờ, liệu có còn hy vọng nào lặp lại cố gắng đó không. Giờ đây, khi đã có thể nhìn lại toàn bộ quá trình diễn biến tình hình trên mặt trận của Cụm tập đoàn quân B, thì câu hỏi này có lẽ phải trả lời là không. Nhưng vào lúc đó thì không thể thấy trước được rằng những thất bại của Tập đoàn quân 8 Italia còn dẫn đến những thất bại lớn hơn đối với Tập đoàn quân 2 Hungary trên sông Đông. Vì vậy, Bộ chỉ huy Cụm tập đoàn quân Sông Đông cho rằng mình không có quyền từ bỏ hy vọng cứu nguy cho Tập đoàn quân 6, mặc dầu chúng tôi biết rằng làm được như vậy rất khó khăn | ” |
| — Erich von Manstein, | |   |

Còn đại tướng A. M. Vasilevsky, người chịu trách nhiệm phối hợp chỉ huy các phương diện quân Liên Xô tại Stalingrad chống lại chiến dịch Bão Mùa đông của quân Đức thì cho rằng:
| “                       | Chính trong những ngày này, tại đây, trên các gò đất bị chia cắt bởi những khe hẻm, đã diễn ra những trận đánh định đoạt số phận của toàn bộ chiến dịch Stalingrad | ” |
| — Aleksandr Vasilevsky, | |   |

Hệ quả khả quan nhất mà Chiến dịch Bão Mùa đông đạt được là buộc quân đội Liên Xô phải từ bỏ mục tiêu ban đầu trong kế hoạch Chiến dịch Sao Thổ và thực hiện "Chiến dịch Sao Thổ nhỏ" với mục tiêu hạn chế hơn, do đó, tranh thủ thời gian để rút được phần lớn chủ lực Cụm của tập đoàn quân A ra khỏi "cái túi" thứ hai sắp bị quân đội Liên Xô siết lại tại vùng Bắc Kavkaz và thảo nguyên Kuban. Còn đối với Cụm quân Stalingrad của Thống chế Paulus thì chỉ một tháng sau số phận của nó đã không còn gì có thể cứu vãn nổi trong Chiến dịch Cái Vòng.